# Langenbach (Ilse)
Die Langenbach, auch Schwarzer Langenbach genannt, ist ein etwa 3 km langer, westlicher und orographisch linker Zufluss der Ilse im nordrhein-westfälischen Kreis Siegen-Wittgenstein.

## Geographie

### Verlauf
Der Langenbach entspringt und verläuft jeweils im Süden von Rothaargebirge und Westfalen und im Südosten des Naturparks Sauerland-Rothaargebirges. Seine Quelle befindet sich etwa 480 Meter nordwestlich vom Gipfel des Jagdbergs und 600 m (jeweils Luftlinie) südwestlich von Heiligenborn, einem Weiler im Stadtgebiet von Bad Laasphe. Sie liegt auf einer Höhe von rund 647 m ü. NHN in einem kleinen sumpfigen Quellgebiet.

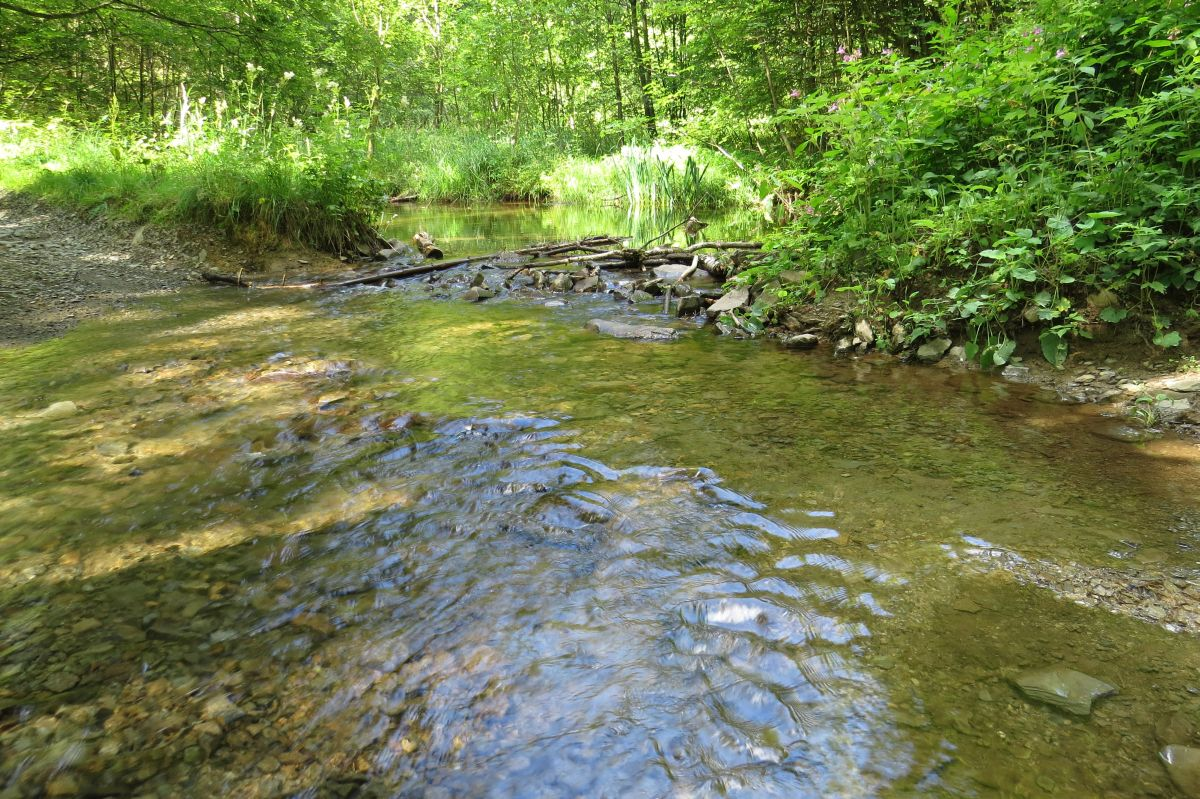
Furt des Langenbachs, kurz vor der Mündung in die Ilse (2015)

Anfangs fließt der Bach, der überwiegend nordostwärts verläuft, nach kurzem Waldstrecke durch den Weiler Heiligenborn. Von dort fließt er, großteils parallel zur Kreisstraße 17 (Heiligenborn–Lindenfeld) und nimmt linksseitig zwei größere namenlose Zuflüsse auf.
Schließlich macht der Langenbach nach rund 2,5 km Fließstrecke einen Bogen nach Osten und mündet auf 490 m Höhe etwa 900 m südwestlich und oberhalb vom Bad Laaspher Weiler Lindenfeld in den dort von Südwesten kommenden Lahn-Zufluss Ilse.
Der etwa 3,1 km lange Lauf des Langenbachs endet ungefähr 157 Höhenmeter unterhalb seiner Quelle, er hat somit ein mittleres Sohlgefälle von circa 51 ‰.

### Naturräumliche Zuordnung
Der Langenbach entspringt in der naturräumlichen Haupteinheitengruppe Rothaargebirge (mit Hochsauerland) (Nr. 333) mit der Untereinheit Dill-Lahn-Eder-Quellgebiet (333.0) im Osten. Er fließt durch den zur Untereinheit Dill-Lahn-Eder-Quellgebiet gehörenden Naturraum Ederkopf-Lahnkopf-Rücken (333.01).

### Einzugsgebiet und Zuflüsse
Das Einzugsgebiet des Langenbachs ist 2,58 km² groß. Wegen der nahe Lage zu Jagdberg und Kompass, den höchsten Bergen im südlichen Siegerland, weist der Bach aufgrund von Steigungsniederschlägen eine relativ hohe Schüttung auf. 
Der Langenbach nimmt linksseitig zwei größere namenlose Zuflüsse auf, ansonsten nur noch einige kleine Rinnsale, unter anderem aus dem sumpfigen Quellgebiet.

## Verkehr
Direkt nördlich entlang dem Langenbach führt ein Teil der von der Eisenstraße des Rothaargebirges im Westen kommenden Kreisstraße 17, die Heiligenborn im Südwesten mit Lindenfeld im Ilsetal im Nordosten verbindet; von dort verläuft die Straße weiter nach Banfe.